# Erva-toira-de-noudar
A erva-toira-de-noudar (Orobanche nepetae) é uma planta parasita apenas conhecida em Portugal, e num único local, ao pé do castelo de Noudar, em Barrancos. A erva-toira-de-noudar tem um único hospedeiro conhecido, a nêpeta-do-sul (Nepeta multibracteata).

## Descoberta
A espécie foi pela primeira vez observada em 2016, por acaso, num passeio pelo campo, tendo sido descrita formalmente em dezembro de 2023.